# تاماراک اسپرینگز (کالیفرنیا)
تاماراک اسپرینگز (به انگلیسی: Tamarack Springs) یک منطقهٔ مسکونی در ایالات متحده آمریکا است که در شهرستان کالاوراس، کالیفرنیا واقع شده‌است. تاماراک اسپرینگز ۲٬۱۴۸ متر بالاتر از سطح دریا واقع شده‌است.